# Ханибал Гискон
Вижте пояснителната страница за други личности с името Ханибал.
Ханибал Гискон или Ханибал Гиско (на латински: Hannibal Gisko; † 258 пр.н.е. в Картаген) е картагенски командир на войската и на флотата през Първата пуническа война.
През юни 262 пр.н.е. той е обсаден в Агригентум в Сицилия от четирите легиона на римските консули Луций Постумий Мегел и Квинт Мамилий Витул.
През 261 пр.н.е. участва заедно с пристигналата войска на Ханон в Битката при Агригентум. Римляните превземат града. Ханибал Гискон успява да избяга в Картаген.
След това през 260 пр.н.е. е адмирал, командир на флотата в Месинския пролив. Води в Битката при Липарските острови през 260 пр.н.е. Той побеждава и пленява чрез своя подофицер Boodes консула Гней Корнелий Сципион Азина, при Липари на Липарските острови, който получава името си „Азина“ (магаре).
Победен е през 260 пр.н.е. в Битката при Миле от римския млад консул
Гай Дуилий. Ханибал Гиско едва успява да се спаси, През 258 пр.н.е. трябва да защитава Сардиния. Победен e от римския онсул Гай Сулпиций Патеркул в морската битка при Сулци пред югозападния бряг на Сардиния.
Ханибал Гискон и други картагенски военачалници са екзекутирани.